# Oton Župančič
Oton Župančič (Vinica, 23 gennaio 1878 – Lubiana, 11 giugno 1949) è stato un poeta sloveno.
Appartenne a famiglia agiata, e poté studiare a Novo Mesto, a Lubiana e a Vienna. Per vari anni peregrinò in varie capitali europee e poté fare esperienza diretta di tutte le correnti letterarie dell'epoca.
Il suo stile inizialmente si ispirò alla poesia popolare per poi affrontare tutti i temi della vita e dell'arte, creando una lirica vivace e ricca di sentimento che fece di lui uno dei maggiori poeti sloveni.
Fra le sue raccolte si ricordano soprattutto Attraverso la pianura, del 1904, Monologhi, del 1908, All'alba di San Vito, del 1920 e La pervinca sotto la neve del 1945.  Nel 1924 Župančič scrisse anche un dramma, Veronica di Desenice, con minore successo. Fu autore di una copiosa produzione di versi per l'infanzia e di numerose traduzioni da altre lingue in sloveno.
In Italia vi sono a lui dedicate due scuole primarie con lingua d'insegnamento slovena, una a Gorizia e una a Trieste, e una via nel paese di Jamiano nel comune di Doberdò del Lago.

## Opere

### Raccolte di poesie
- Čaša opojnosti ("Il calice dell'ebbrezza", 1899)
- Čez plan ("Attraverso la pianura", 1904)
- Samogovori ("Monologhi", 1908)
- V zarje Vidove ("All'alba di San Vito", 1920)
- Zimzelen pod snegom ("La pervinca sotto la neve", 1945)

### Letteratura per ragazzi
- Pisanice ("Uova di Pasqua" 1900)
- Lahkih nog naokrog ("Infanzia trascurata", 1913)
- Sto ugank ("Cento setacci", 1915)
- Ciciban in še kaj ("Ciciban e oltre", 1915)

### Commedie
- Noč za verne duše ("Una notte per le anime fedeli", 1904)
- Veronika Deseniška ("Veronica di Desenice", 1924)